# Distretto di Mureș
Il distretto di Mureș (in romeno Județul Mureș) è uno dei 41 distretti della Romania, ubicato nella regione storica della Transilvania.

## Centri principali
| Comune                  | Abitanti |
| ----------------------- | -------- |
| Târgu Mureș             | 145 943  |
| Reghin                  | 36 741   |
| Sighișoara              | 32 570   |
| Târnăveni               | 26 504   |
| Luduș                   | 17 724   |
| Sovata                  | 9 932    |
| Iernut                  | 9 658    |
| Sărmașu                 | 7 581    |
| Ungheni                 | 6 888    |
| Sâncraiu de Mureș       | 6 861    |
| Band                    | 6 532    |
| Gurghiu                 | 6 230    |
| Dati del 1º luglio 2007 |          |

## Struttura del distretto
Il distretto è composto da 4 municipi, 7 città e 91 comuni.

### Municipi
- Târgu Mureș
- Reghin
- Sighișoara
- Târnăveni

### Città
- Iernut
- Luduș
- Miercurea Nirajului
- Sărmașu
- Sângeorgiu de Pădure
- Sovata
- Ungheni

### Comuni
- Acățari
- Adămuș
- Albești
- Aluniș
- Apold
- Ațintiș
- Bahnea
- Band
- Batoș
- Băgaciu
- Băla
- Bălăușeri
- Beica de Jos
- Bereni
- Bichiș
- Bogata
- Brâncovenești
- Breaza
- Ceuașu de Câmpie

- Chețani
- Chibed
- Chiheru de Jos
- Coroisânmărtin
- Corunca
- Cozma
- Crăciunești
- Crăiești
- Cristești
- Cucerdea
- Cuci
- Daneș
- Deda
- Eremitu
- Ernei
- Fărăgău
- Fântânele
- Gălești

- Gănești
- Gheorghe Doja
- Ghindari
- Glodeni
- Gornești
- Grebenișu de Câmpie
- Gurghiu
- Hodac
- Hodoșa
- Ibănești
- Iclănzel
- Ideciu de Jos
- Livezeni
- Lunca
- Lunca Bradului
- Mădăraș
- Măgherani
- Mica

- Miheșu de Câmpie
- Nadeș
- Neaua
- Ogra
- Papiu Ilarian
- Pănet
- Păsăreni
- Petelea
- Pogăceaua
- Răstolița
- Râciu
- Rușii-Munți
- Saschiz
- Sărățeni
- Sâncraiu de Mureș
- Sângeorgiu de Mureș
- Sânger
- Sânpaul

- Sânpetru de Câmpie
- Sântana de Mureș
- Solovăstru
- Stânceni
- Suplac
- Suseni
- Șăulia
- Șincai
- Tăureni
- Valea Largă
- Vărgata
- Vătava
- Vânători
- Vețca
- Viișoara
- Voivodeni
- Zagăr
- Zau de Câmpie